# Uniform Server
Uniform Server è un software open source pacchetto WAMP per Microsoft Windows, comprende una messa a punto pre-configurata di strumenti complementari open source web server, Apache HTTP Server, il motore di database MySQL, phpMyAdmin e linguaggi di scripting PHP e Perl. È pubblicato sotto la licenza BSD.
Può essere attivato senza alcuna installazione, è auto-contenuto, e lo stesso pacchetto occupa meno di 10MB. Per questi motivi, è comunemente usato per testare le applicazioni Web su Windows, e può anche essere installato su supporti rimovibili per un server web portatile. Perché è anche progettato per la sicurezza, ma è anche utilizzabile per i veri siti web.
Il server Uniform è stato sviluppato da Taras Slobodskyy per i suoi clienti ed è stato poi pubblicato come progetto libero e open source. È ora gestito da Mike Gleaves (a.k.a. "Ric").
Tutte le versioni di Uniform Server sono compatibili con Microsoft Windows 95/98/NT/2000/XP/Vista/7.

## Basati su Uniform Server
- Jsas (Joomla - 2008)
- Xsas (Xoops - 2004)